# Ofelia (obraz Johna Everetta Millais’go)

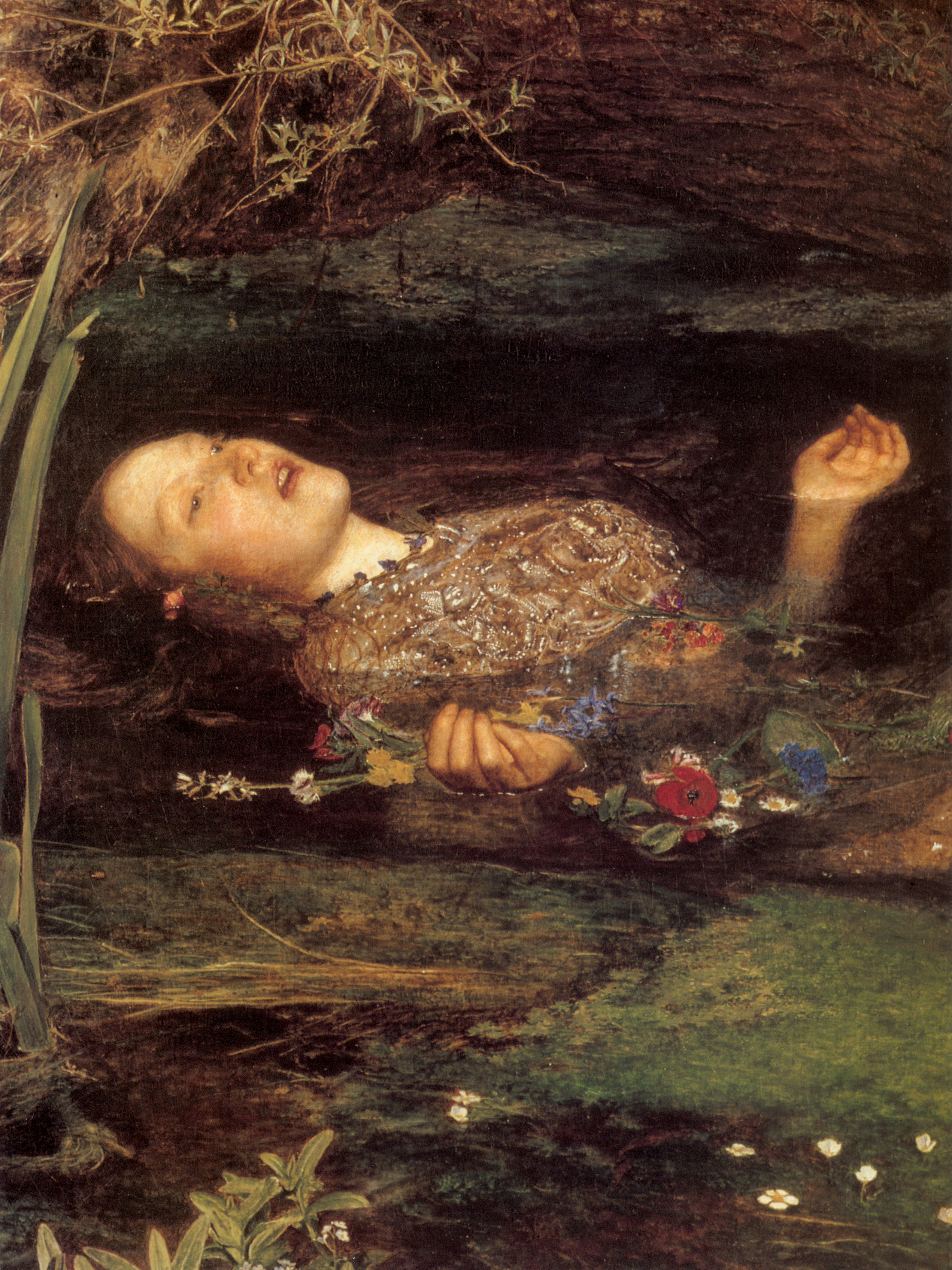
Detal obrazu

Ofelia – obraz olejny autorstwa Johna Everetta Millais’go powstały w latach 1851–1852 i przechowywany w Tate Britain. Jest jednym z najsłynniejszych dzieł stworzonych w kręgu grupy prerafaelitów.
Autor zainspirował się Hamletem Szekspira. Obraz przedstawia tragiczną śmierć Ofelii dotkniętej obłędem i tonącej w strumieniu. Sceny tej nie ma w rzeczywistości w dramacie, odnoszą się do niej w rozmowie Królowa Gertruda i brat Ofelii, Laertes, w czwartym akcie. Królowa opowiada o tym, że Ofelia wpadła do strumienia zrywając kwiaty i tonęła powoli śpiewając przez cały czas.
Artysta malował elementy pejzażu w plenerze, postać Ofelii dopracowywał natomiast w swoim atelier. Modelką była Elizabeth Siddal, przyszła żona przyjaciela Millais’go – Dante Gabriela Rossettiego. Pozowała ubrana w haftowaną srebrną nicią suknię i zanurzona w wannie pełnej wody. Odbiło się to niekorzystnie na jej zdrowiu i wywołało furię ojca młodej dziewczyny, który zażądał od malarza zapłacenia rachunków za leki.
Część roślin przedstawionych na obrazie wspomniana jest w tekście literackim i uważa się, że mają one znaczenie symboliczne, np. wierzba płacząca pochylona nad Ofelią symbolizuje niespełnioną miłość, pokrzywa – cierpienie, stokrotka oznacza niewinność, fiołek natomiast wierność, czystość lub śmierć w młodym wieku. Millais namalował także kwiaty nie pojawiające się w dramacie, takie jak niezapominajka, bratek, miłek, mak i narcyz. Niektórzy dostrzegają w gąszczu roślinności ukryte przedstawienie czaszki. Można odczytywać ten fragment obrazu jako plamy światła i cienia na liściach, choć czaszka może oznaczać śmierć i niejako zapowiadać to, co zdarzy się za chwilę.